# 上野優作
上野 優作（うえの ゆうさく、1973年11月1日 - ）は、栃木県真岡市出身の元サッカー選手、サッカー指導者。現役時代のポジションはフォワード。
サッカー選手の上野瑶介は実子である。

## 来歴
中学1年だった1986年に全国中学校サッカー大会で優勝歴を有する。なお、中三川哲治は中学の2年先輩に当たる。
筑波大学在学中にはユニバーシアード代表のエースストライカーとして優勝に貢献し、1996年にアビスパ福岡に入団、すぐにレギュラーを獲得。1998年あたりから出場機会が減少し、1999年はほとんどがサブとしての出場となった。
2000年に久保竜彦の控えとしてサンフレッチェ広島に加入するも、高橋泰や途中加入した栗原圭介が評価され、出場機会はほとんど与えられなかった。
2001年に京都パープルサンガに移籍すると黒部光昭らとともに活躍し、京都のJ1昇格に貢献する。2003年からはアルビレックス新潟へ移籍すると、我那覇和樹と並んで日本人最多の13ゴールを挙げ、2003年最終節にて決勝ゴールを挙げるなど、新潟のJ1昇格に貢献した。
2006年、広島にレンタル移籍し、翌2007年にレンタル元の新潟からの戦力外を受けて、広島へ完全移籍した。同年6月、かねてからオファーを受けていた栃木SCへ完全移籍した。主力として活躍し、2008年末のJ2昇格に貢献、同年末に引退した。
引退後は栃木SCのフロント入りし、地域活性化グループ テクニカルディレクターに就任。2010年には栃木SCのコーチに就任。同年JFA 公認S級コーチに合格。2012年にはヘッドコーチに昇格、2013年にアカデミーダイレクター兼ユース監督、2014年にユース監督、2015年にヘッドコーチに夫々就任。
2015年9月に栃木のヘッドコーチを辞任した。下野新聞は「辞任するつもりは無かったが、現体制では厳しかった」と語ったと伝えている。翌月、浦和レッズの育成部門コーチに就任した。
2018年4月2日、浦和トップチーム監督の堀孝史とトップチームヘッドコーチの天野賢一の契約解除に伴い、育成ダイレクターであった大槻毅の浦和トップチーム監督就任に併せ、暫定的にトップチームコーチに就任。4月22日、オズワルド・オリヴェイラの監督就任に併せチーム体制の再編成が発表され、上野は育成部門に戻り、トップチームヘッドコーチとなった大槻の後任として育成ダイレクターに就任することとなった。
2019年5月、浦和トップチームのヘッドコーチに就任。
2021年1月21日、サッカー日本代表のコーチに就任した。
2023年シーズンよりFC岐阜の監督に就任。2024年6月27日、岐阜の監督を辞任し、同クラブのフットボールコーディネーターに就任することが発表された。
2025年シーズンより、清水エスパルスのコーチに就任。

## エピソード
- 1995年夏季ユニバーシアードでスタメンFWだった彼は準決勝で前半早い時間帯で相手選手と小競り合いを起こして1発退場となった。チームはその後勝ち進み優勝したが、チームに迷惑をかけたこと、また自身が決勝戦に出られなかったことを非常に悔やみ、プロ入り後はクリーンなプレーを心がけている。
- 新潟J1昇格の功労者であるため、現在でも新潟サポーターからは人気がある。広島に移籍した後に新潟スタジアムで対戦があった際にも新潟サポーターから優作コールを受けている。
- 2006年4月22日J1第9節セレッソ大阪戦（広島ビッグアーチ）にて佐藤寿人のJリーグ最速得点（開始8秒）をアシストしている。
- 栃木SCでチームメイトとなった山下芳輝とは、ともに1996年にアビスパ福岡へ新人として同期入団している。

## 所属クラブ
- 1986年 - 1988年 真岡市立真岡中学校
- 1989年 - 1991年 栃木県立真岡高等学校
- 1992年 - 1995年 筑波大学
- 1996年 - 1999年 アビスパ福岡
- 2000年 サンフレッチェ広島
- 2001年 - 2002年 京都パープルサンガ
- 2003年 - 2005年 アルビレックス新潟
- 2006年 - 2007年6月 サンフレッチェ広島
- 2007年6月 - 2008年 栃木SC

## 個人成績
| 国内大会個人成績 | 国内大会個人成績 | 国内大会個人成績 | 国内大会個人成績 | 国内大会個人成績 | 国内大会個人成績 | 国内大会個人成績 | 国内大会個人成績 | 国内大会個人成績 | 国内大会個人成績 | 国内大会個人成績 | 国内大会個人成績 |
| 年度             | クラブ           | 背番号           | リーグ           | リーグ戦         | リーグ戦         | リーグ杯         | リーグ杯         | オープン杯       | オープン杯       | 期間通算         | 期間通算         |
| 年度             | クラブ           | 背番号           | リーグ           | 出場             | 得点             | 出場             | 得点             | 出場             | 得点             | 出場             | 得点             |
| 日本             | 日本             | 日本             | 日本             | リーグ戦         | リーグ戦         | リーグ杯         | リーグ杯         | 天皇杯           | 天皇杯           | 期間通算         | 期間通算         |
| ---------------- | ---------------- | ---------------- | ---------------- | ---------------- | ---------------- | ---------------- | ---------------- | ---------------- | ---------------- | ---------------- | ---------------- |
| 1995             | 筑波大           |                  | -                | -                | -                | -                | -                | 2                | 0                | 2                | 0                |
| 1996             | 福岡             | -                | J                | 27               | 7                | 11               | 0                | 2                | 0                | 40               | 7                |
| 1997             | 福岡             | 20               | J                | 31               | 8                | 5                | 1                | 3                | 1                | 39               | 10               |
| 1998             | 福岡             | 11               | J                | 24               | 1                | 2                | 1                | 2                | 0                | 28               | 2                |
| 1999             | 福岡             | 9                | J1               | 28               | 1                | 4                | 2                | 1                | 0                | 33               | 3                |
| 2000             | 広島             | 15               | J1               | 5                | 1                | 2                | 0                | 0                | 0                | 7                | 1                |
| 2001             | 京都             | 18               | J2               | 42               | 10               | 2                | 0                | 4                | 2                | 48               | 12               |
| 2002             | 京都             | 18               | J1               | 23               | 2                | 4                | 0                | 0                | 0                | 27               | 2                |
| 2003             | 新潟             | 11               | J2               | 41               | 13               | -                | -                | 3                | 0                | 44               | 13               |
| 2004             | 新潟             | 11               | J1               | 30               | 5                | 6                | 0                | 1                | 1                | 37               | 6                |
| 2005             | 新潟             | 11               | J1               | 34               | 2                | 3                | 0                | 1                | 1                | 38               | 3                |
| 2006             | 広島             | 9                | J1               | 21               | 0                | 6                | 0                | 2                | 0                | 29               | 0                |
| 2007             | 広島             | 9                | J1               | 0                | 0                | 0                | 0                | -                | -                | 0                | 0                |
| 2007             | 栃木SC           | 39               | JFL              | 19               | 2                | -                | -                | 0                | 0                | 19               | 2                |
| 2008             | 栃木SC           | 9                | JFL              | 28               | 8                | -                | -                | 2                | 0                | 30               | 8                |
| 通算             | 日本             | 日本             | J1               | 223              | 27               | 43               | 4                | 12               | 3                | 278              | 34               |
| 通算             | 日本             | 日本             | J2               | 83               | 23               | 2                | 0                | 7                | 2                | 92               | 25               |
| 通算             | 日本             | 日本             | JFL              | 47               | 10               | -                | -                | 2                | 0                | 49               | 10               |
| 通算             | 日本             | 日本             | 他               | -                | -                | -                | -                | 2                | 0                | 2                | 0                |
| 総通算           | 総通算           | 総通算           | 総通算           | 353              | 60               | 45               | 4                | 23               | 5                | 421              | 69               |

その他の公式戦
- 1998年
  - J1参入決定戦 5試合2得点

- Jリーグ初出場 1996年3月16日 J･第1節 ジュビロ磐田戦 (ヤマハスタジアム)
- Jリーグ初得点 1996年4月17日 J･第8節 横浜フリューゲルス戦 (東平尾公園博多の森球技場)

## 代表歴
アンダーカテゴリー
- U-20日本代表：AFCユース選手権1992 (1992年)
- ユニバーシアード（バッファロー）日本代表 (1993年)
- ユニバーシアード（福岡）日本代表 (1995年)

## 指導歴
- 2010年 - 2015年9月 栃木SC
  - 2010年 - 2011年 トップチーム アシスタントコーチ
  - 2012年 トップチーム ヘッドコーチ
  - 2013年 - 2014年 アカデミーダイレクター兼ユース監督
  - 2015年 - 2015年9月 トップチーム ヘッドコーチ
- 2015年10月 - 2020年 浦和レッズ
  - 2015年10月 - 2018年4月 育成部門コーチ
  - 2018年4月 トップチーム コーチ
  - 2018年4月 - 2019年5月 育成ダイレクター兼ユース監督
  - 2019年5月 - 2020年 トップチーム ヘッドコーチ
- 2021年 - 2022年 サッカー日本代表 コーチ
- 2023年 - 2024年 FC岐阜
  - 2023年 - 2024年6月 監督
  - 2024年6月 - 同年12月 フットボールコーディネーター
- 2025年 - 清水エスパルス コーチ

## 監督成績
| 年度 | クラブ | 所属 | リーグ戦 | リーグ戦 | リーグ戦 | リーグ戦 | リーグ戦 | リーグ戦 | カップ戦  | カップ戦  |
| 年度 | クラブ | 所属 | 順位     | 勝点     | 試合     | 勝       | 分       | 敗       | Jリーグ杯 | 天皇杯    |
| ---- | ------ | ---- | -------- | -------- | -------- | -------- | -------- | -------- | --------- | --------- |
| 2023 | 岐阜   | J3   | 6位      | 54       | 38       | 14       | 12       | 12       | -         | 3回戦敗退 |
| 2024 | 岐阜   | J3   | 11位     | 26       | 18       | 7        | 5        | 6        | 1回戦敗退 | 2回戦敗退 |

- ※2024年は退任時点の成績。

## タイトル

### 選手時代

#### クラブ
京都パープルサンガ
- J2リーグ：1回（2001年）

アルビレックス新潟
- J2リーグ：1回（2003年）

### 監督時代

#### 個人
- J3リーグ月間優秀監督賞：2回（2023年6月、2024年2・3月）